# Softades
Softades (gr. Σοφτάδες) – wieś w Republice Cypryjskiej, w dystrykcie Larnaka. W 2011 roku liczyła 62 mieszkańców.